# Kościół Najświętszego Serca Pana Jezusa w Czerniowcach
Kościół Najświętszego Serca Jezusa, (ukr. Костел Найсвятішого Серця Ісуса в Чернівцях) – kościół rzymskokatolicki, znajdujący się przy ulicy Szewczenka 2a w Czerniowcach.

## Historia

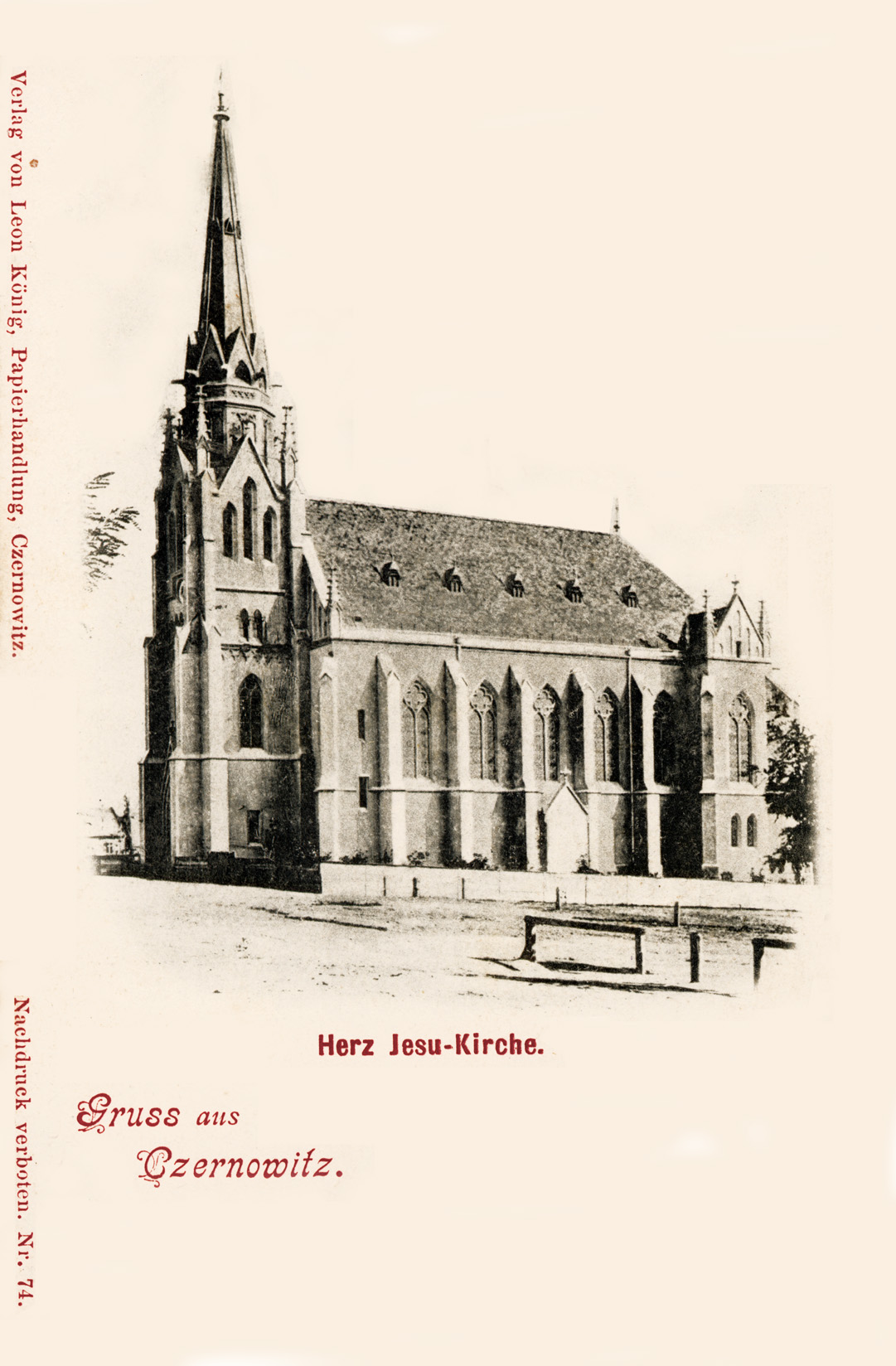
Kościół Najświętszego Serca Jezusa, 1900

Historia duszpasterstwa Towarzystwa Jezusowego na Bukowinie rozpoczyna się w 1885 roku, kiedy to arcybiskup Zygmunt Szczęsny Feliński (święty) ofiarował jezuitom swój dom.
Jezuici otworzyli kaplicę domową, w której głosili kazania po polsku i niemiecku. Wkrótce rozwinęli Bractwo Dobrej Śmierci, Różańca Świętego oraz III Zakon franciszkański
W 1894 roku ks. Franciszek Eberhard po czteroletniej budowie wykończył kościół oraz wybudował gotycki dom na rezydencję.
Kościół został poświęcony 25 października 1894 roku przez arcybiskupa Seweryna Morawskiego.
Dzięki lepszym warunkom jezuici przejęli katechizację w szkołach ludowych, założyli Kongregację Mariańską, prowadzili misje ludowe oraz służyli z posługą w Molodii i Hliboce.
Czerniowce w 1916 zostały zajęte przez Rosjan, w 1918 zostało włączone do Rumunii.
W 1924 roku w związku z nową sytuacją polityczną generał zakonu – o. Włodzimierz Ledóchowski – utworzył misję rumuńską, do której włączył czerniowieckich jezuitów. Polscy jezuici pracowali tu aż do 1944 roku, kiedy to aresztowano ostatniego proboszcza o. Władysława Kumorowicza. Wywieziono go najpierw do obozu pracy w Mongolii, następnie do Kazachstanu. Do Polski wrócił po repatriacji i został proboszczem w Bytomiu w 1961. Tego samego roku zginął tragicznie jadąc rowerem, potrącony przez samochód ciężarowy.

## Czasy obecne
Po wydaleniu ostatniego jezuity kościół oddano na krótko prawosławnym, następnie zdecydowano o świeckim przeznaczeniu budynku. Po ustawieniu nowych ścian i stropów dzielących świątynię na trzy kondygnacje – urządzono wewnątrz archiwum.
12 czerwca 2010 roku przed wejściem do świątyni odprawiono uroczystą mszę świętą odpustową, w której uczestniczyło ponad 150 parafian i gości.